# LNWR Kühlwagen 46
Die zweiachsigen Kühlwagen nach Musterblatt 46 (im englischen mit Refrigerator Van bezeichnet) wurden zwischen 1884 und 1911 in den bahneigenen Werkstätten der britischen London and North Western Railway (LNWR) in Earlestown gebaut.

## Geschichte
Auch wenn im Laufe der Jahre einige Details verbessert wurden, blieben die Wagen vom Grundaufbau und den Maßen her immer gleich. Einige Exemplare kamen 1923 beim Grouping zur London, Midland and Scottish Railway (LMS) und waren dort noch längere Zeit im Einsatz.

## Lackierung und Beschriftung
Die Wagen waren weiß gestrichen und hatten anfangs keinerlei Kennzeichnung der LNWR. Weder die bis 1908 üblichen zwei liegenden Rauten, noch die Initialen der Gesellschaft. Die schwarze Beschriftung bestand lediglich in „REFRIGERATOR VAN“ und „To be returned to LIVERPOOL“ im oberen Bereich. Zusätzlich war – wie allgemein bei Güterwagen der LNWR üblich – am Längsträger ein Schild aus Gusseisen mit den Buchstaben „L.N.W.“ und der Nummer des Wagens angebracht. Die fünfstellige Wagennummer wurde zusätzlich an den Stirnseiten der Wagen jeweils ganz oben aufgemalt.
Erst ab 1908 wurden dann relativ große Initialen „L N“ links der Türe und „W R“ rechts der Türe angebracht.

## Modelle
Die britische Modellbahnhersteller Gladiator Model Kits hat Bausätze aus Messing für Nenngröße 0 im Programm.